# Гюмюрджина
Гюмюрджина (на гръцки: Κομοτηνή, Комотини, на турски: Gümülcine, Гюмюлджине) е град в Северна Гърция, главен град на дем Гюмюрджина, както и на административната област Източна Македония и Тракия. Градът е център и на Маронийската и Гюмюрджинска епархия на Гръцката православна църква.

## География
Гюмюрджина е разположена на надморска височина от 32 – 38 м в историческата област Западна Тракия, в подножието на родопския рид Гюмюрджински снежник и на около 20 км северно от Бяло море. Най-близките летища на гръцка територия са край Дедеагач (65 км) и край Кавала (80 км). Гюмюрджина се свързва с железопътни и автобусни линии с редица градове в Гърция, а също и с Истанбул. В близост преминава и ползващата се с национално значение северна гръцка автомобилна магистрала „Егнатия Одос“. На около 34 км в югозападна посока е селцето Порто Лагос със своя живописен залив, известен с богатото биоразнообразие и хубави морски плажове.
По данни от преброяването от 2011 г., жителите на града възлизат на 66 919 души, една част от тях включва приблизително 13 000 студенти, учащи и войска. Около половината от населението са гърци, а другата половина са турци и българо-мохамедани, голяма част турцизирани, по-малка част съставляват ромите и арменците. Мнозинството от гръцкото население са потомци на гръцки бежанци от Мала Азия и Източна Тракия, в по-ново време гръцката държава заселва в района и немалко гръцки изселници от страните от бившия СССР.

## История

### Античност
Голяма част от историята на града е тясно свързана с Виа Егнация, древният главен римски път, който свързвал някогашния Дирахиум с Константинопол. В късния римски и византийски период, градът се нарича Максимианополис. Римският император Теодосий I издига малка крепост на кръстопътя на Виа Егнация с пътя, свързващ Беломорието, през Родопите, с Филипополис. Ранният период от съществуването на селището около крепостта не продължава дълго заради близостта до по-големия и значим градски център Мосинополис на запад, така в края на 12 век мястото е напълно обезлюдено.

### Средновековие
През 1207 г. цар Калоян разрушава Мосинополис и прогонва останалите живи жители, които се настаняват покрай изоставената малка крепост на днешна Гюмюрджина. Йоан VI Кантакузин споменава за пръв път селището под името Кумуцина във връзка с гражданската война във Византия в ранния 14 в.

### Български възрожденски борби
Според „Етнография на вилаетите Адрианопол, Монастир и Салоника“, издадена в Константинопол в 1878 година и отразяваща статистиката на населението от 1873 година, Гюмюрджина (Gumurdjina) има 450 домакинства и 500 българи и 1600 гърци.
Българското Възраждане започва в Гюмюрджина към 1890 година, когато околните български села вече са се освободили от гърцизма и са станали екзархийски и така процесът на погърчване на българските търговци и занаятчии в града спира. Създаването на българска община, училище, църква и архиерейско наместничество става въпреки фанатичния натиск и пречки от страна на гръцкия владика и силогоса в града. Действията на българите са подкрепяни от гръцкия първенец Димитър Лалата. Архиерейско наместничество в Гюмюрджина се открива в 1894 година, българската църква е осветена в 1903 година.
| Български църковно-училищни и революционни дейци | Български църковно-училищни и революционни дейци |
| Име                                              | Бележка                                          |
| ------------------------------------------------ | ------------------------------------------------ |
| 1. Вълчо Михайлов                                | от Чадърли                                       |
| 2. Чавдар Петров                                 | от Каракурджали                                  |
| 3. Никола Бечев                                  |                                                  |
| 4. Георги Бечев                                  | брат на Никола Бечев                             |
| 5. Христо Мурджев                                |                                                  |
| 6. Милю Авренлиев                                |                                                  |
| 7. Димитър Знаменов                              | от Петково                                       |
| 8. Иван Бакърджията                              | от Калайджидере                                  |
| 9. Георги Бакърджиев                             | от Калайджидере                                  |
| 10. Ангел Бакърджиев                             | от Калайджидере, брат на Георги и Иван           |
| 11. Рафаел (Русин) Петков Гъгъмов                | от Кушланли, купил място за българска църква     |
| 12. Иван Стаматов                                | от Ясъюк                                         |
| 13. Иван Вълчев Карапавлов                       |                                                  |
| 14. Коста Кирков                                 |                                                  |
| 15. Чавдар Петков                                |                                                  |
| 16. Никола Панайотов                             |                                                  |
| 17. Стоян Терзиев                                |                                                  |
| 18. Никола Дюкмеджиев                            |                                                  |

| Екзархийски архиерейски наместници | Екзархийски архиерейски наместници | Екзархийски архиерейски наместници |
| Име                                | От                                 | Години                             |
| ---------------------------------- | ---------------------------------- | ---------------------------------- |
| 1. дядо Стоян Димитров             | Кушланли                           | 1894                               |
| 2. отец Иван Попандонов            | Воден                              | 1894 – 1897                        |
| 3. отец Дойчин Запрев              | Зарово                             | 1897 – 1901                        |
| 4. архимандрит Харитон             | Лозенград                          | 1901 – 1902                        |
| 5. отец Никола Чипев               |                                    | 1902 – 1905                        |
| 6. архимандрит Дионисий            |                                    | 1905 – 1907                        |
| 7. отец Иван Костов                | Карахадър                          | 1907 – 1909                        |
| 8. отец Борис Попанастасов         | Петково                            | 1909 – 1911                        |
| 9. отец Иван Витанов               |                                    | 1911 – 1912                        |

## Съвременност
При избухването на Балканската война 4 души от Гюмюрджина са доброволци в Македоно-одринското опълчение.
Градът е превзет от българската армия от османска власт на 8 ноември 1912. През Междусъюзническата война в 1913 от 16 август до 6 октомври съществува така наречената Гюмюрджинска република. От 1912 до 27 ноември 1919 е в границите на България. С Ньойския договор преминава към администрацията на „Междусъюзническа Тракия" която на 28 май 1920 г. е предадена на Гърция. Първото гръцко управление е 20 години - до 20 април 1941 г., когато градът и областта повторно са завладени и присъединени към България. По примирието със Съюзниците към 17 ноември 1944 г. българските военни части и администрация са оттеглени. Предадена е на Гърция с Парижкия мирен договор на 10 февруари 1947 г.

## Образование
Гюмюрджина разполага със задоволителна училищна мрежа, включваща около 20 начални училища, 7 основни училища и 4 гимназии, а също така и Институт за професионално обучение и 2 технически образователни института.
Градът е университетски център от 1973 г., в него е разположен ректоратът и най-много учебни структури на гръцкия Тракийския университет „Демокрит“.
На около 7 километра в посока на град Ксанти има нова и добре уредена полицейска академия.

## Спорт
Гюмюрджина има футболен отбор – Пантракикос, който в сезон 2008 – 2009, 2009 – 2010 се състезава в гръцката първа дивизия. Най-голямото им постижение е 11 място в първа дивизия през сезон 2008 – 2009 г.

## Побратимени градове
- 🇧🇬 Кирково, България
- Кърджали, България

## Личности
Родени в Гюмюрджина
- Апостолос Грозос (1892 – 1981), гръцки комунист
- Борис Николов Стамболиев, български военен деец, поручик, загинал през Втората световна война[12]
- Димитър Гаджанов (1874 – ?), български професор по турски език
- Евгени Георгиев Тончев (1919 – 1979), поручик-летец роден на 3 юни 1919 г. Участва във Втората световна война и във въздушната отбрана на София през 1943 – 1944 г., носител на „Орден за храброст“.[13]
- Иван Йорданов Икономов (21 ноември 1917 - ?), завършил в 1942 година право в Софийския университет[14]
- Иван Момчилов – Мунджо, революционер от ВМОРО[15]
- Иван Христов Иванов – Зъбчето (1916 – 1943), комунистически деец, секретар на РК на РМС в София[16]
- Костадин Кръстев Харизанов, български военен деец, подпоручик, загинал през Втората световна война[17]
- Людмила Младенчева (1920 – 1976), българска писателка
- Ставри Димитров Айдаров – Филип (1921 – 1944), български партизанин[16]
- Стилпон Кириакидис (1887 – 1964), гръцки фолклорист, историк и университетски преподавател
- Стойно Алексиев Стойнов (21 юни 1915 - ?), завършил в 1941 година право в Софийския университет[18]
- Цветана Цветкова Момчилова (27 юли 1917 - ?), завършила в 1942 година история в Софийския университет[19]
- Янко Христов (1919 – 1994), български политик[20]

Починали в Гюмюрджина
- Захари Пенчев Ханджиев, български военен деец, подпоручик, загинал през Втората световна война[21]
- Иван Лечев Тодоров, български военен деец, санитарен полковник, загинал през Първата световна война[22]